# Ships
Ships est un groupe musical pop japonais composé de deux chanteurs: les acteurs Shikō Kanai et Takuya Ide. Le duo est créé en 2006 à titre temporaire dans le cadre de la série anime Kilari (Kirarin Revolution), dans laquelle les deux membres doublent les personnages de Hiroto Kazama et Seiji Hiwatari, chanteurs du groupe fictionnel SHIPS. Le groupe sort deux singles en incarnant ces personnages, et a deux titres supplémentaires apparaissant sur des albums de compilation de chansons de la série. Il cesse ses activités à la fin de la série, en mars 2009.

## Membres
- Takuya Ide (井出卓也?), incarnant Hiroto Kazama (風間宙人役?)
- Shikō Kanai (金井史更?), incarnant Seiji Hiwatari (日渡星司役?)

## Singles
- 25 juin 2008 : TOKYO FRIEND☆SHIPS
- 26 novembre 2008 : Kimi ga Iru (きみがいる?)

## Participations
- 18 octobre 2006 : Kirarin☆Revolution Song Selection
- 12 septembre 2007 : Kirarin☆Revolution Song Selection 2
- 27 août 2008 : Kirarin☆Revolution Song Selection 4
- 18 mars 2009 : Kirarin☆Revolution Song Selection 5